# Peter Jovanovič
Peter Jovanovič, slovenski kmet, kipar in slikar, 6. februar 1938, Dolenja Žetina.

## Življenje in delo
Udejstvuje se kot slikar in kipar samouk. Priredil je že več samostojnih razstav, leta 1968 se je udeležil simpozija kiparjev Forma viva v Kostanjevici na Krki.